# Irische Cricket-Nationalmannschaft in England in der Saison 2017
Die Tour der irischen Cricket-Nationalmannschaft nach England in der Saison 2017 fand vom 5. Mai bis zum 7. Mai 2017 statt. Die internationale Cricket-Tour war Bestandteil der Internationalen Cricket-Saison 2017 und umfasste zwei ODIs. England gewann die Serie mit 2–0.

## Vorgeschichte
Für beide Mannschaften war es die erste Tour der Saison. Es war das erste Mal, dass diese beiden Mannschaften gegeneinander eine offizielle Tour austrugen. Bisher waren Begegnungen entweder auf internationale Turniere oder Tour Matches im Rahmen von anderen Touren beschränkt. Die Tour überschnitt sich mit der Indian Premier League 2017, so dass dem englischen Team einzelne Spieler nicht zur Verfügung standen. Kurz vor der Tour wurde bekannt, dass Irland im folgenden Juni eventuell den Test-Status verliehen werden könnte.

## Stadien
Die folgenden Stadien wurden für die Tour als Austragungsort vorgesehen und am 23. Juni 2016 bekanntgegeben.
| Stadion               | Stadt   | Kapazität | Spiele |
| --------------------- | ------- | --------- | ------ |
| Bristol County Ground | Bristol | 17.500    | 1. ODI |
| Lord’s Cricket Ground | London  | 30.000    | 2. ODI |

## Kaderlisten
Irland benannte seinen Kader am 18. April 2017.
England benannte seinen Kader am 25. April 2017.
| ODI | ODI |
| England | Irland |
| --- | --- |
| - Eoin Morgan (K) - Jonny Bairstow - Jake Ball - Sam Billings (wk) - Alex Hales - Liam Plunkett - Adil Rashid - Joe Root - Jason Roy - David Willey - Mark Wood | - William Porterfield (K) - Andy Balbirnie - Peter Chase - George Dockrell - Ed Joyce - Barry McCarthy - Tim Murtagh - Kevin O’Brien - Niall O’Brien (wk) - Paul Stirling - Gary Wilson |

## One-Day Internationals

### Erstes ODI in Bristol
| 5. Mai Scorecard | Bristol | Irland 126 (33)               | – | England 127-3 (20) |
|                  |         | England gewinnt mit 7 Wickets |   |                    |

### Zweites ODI in London
| 7. Mai Scorecard | London (Lord’s) | England 328-6 (50)          | – | Irland 243 (46.1) |
|                  |                 | England gewinnt mit 85 Runs |   |                   |